# Килада
Килада или Юскуплер (на гръцки: Κοιλάδα, катаревуса Κοιλάς, Килас, до 1927 година Ισκιουπλέρ, Искюплер) е село в Гърция, в дем Кожани, област Западна Македония.

## География
Килада е разположено на 670 m надморска височина, в южния край на котловината Саръгьол.

## История

### В Османската империя
В края на XIX век Юскуплер е турско село в Кожанска каза на Османската империя. Според статистиката на Васил Кънчов („Македония. Етнография и статистика“) през 1900 година в Юскюплеръ, Кожанска каза, има 207 турци.
На Етнографската карта на Битолския вилает на Картографския институт в София от 1901 година Ускублер е чисто турско село в Кожанската каза на Серфидженския санджак с 35 къщи.
Според статистика на Серфидженския санджак на гръцкото консулство в Еласона от 1904 година в сборното село Искюплер (Ισκιουπλέρ) с четири махали Хаджилар (Χατζιλάρ), Софолар (Σοφολάρ), Кьоселер (Κιοσελέρ) и Саинлер (Σαϊνλερ), Кожанска каза, живеят 680 турци.

### В Гърция
През Балканската война в 1912 година в селото влизат гръцки части и след Междусъюзническата в 1913 година остава в Гърция. В 1913 година селото (Ισικού Κλερ) има 228 жители. През 20-те години населението му се изселва в Турция и на негово място са настанени понтийски гърци бежанци от Турция. В 1928 година селото е изцяло бежанско с 88 семейства и 347 жители бежанци.
През 1927 година името на селото е сменено на Килас.
Населението традиционно произвежда жито, тютюн и други земеделски продукти, като се занимава частично и със скотовъдство.
| Година    | 1913 | 1920 | 1928 | 1940 | 1951 | 1961 | 1971 | 1981 | 1991 | 2001 | 2011 | 2021 |
| --------- | ---- | ---- | ---- | ---- | ---- | ---- | ---- | ---- | ---- | ---- | ---- | ---- |
| Население | 228  | 225  | 422  | 580  | 632  | 631  | 410  | 363  | 379  | 393  | 296  | 242  |